# Krum
Krum (Korum) Zwycięzca lub Straszny, bułg. Кана Субиги Крум Страшни (ur. ?, zm. 814) – kolejny władca Bułgarii po chanie Kardamie oraz założyciel nowej dynastii. Jego ród prawdopodobnie wywodził się z Protobułgarów panońskich. Był pierwszym władcą noszącym tytuł chan subigi.

## Wczesne lata panowania
Twórca nowej dynastii chanów bułgarskich wywodził się – jak się przypuszcza – spośród Bułgarów panońskich, żyjących od kilku pokoleń w państwie awarskim. Państwo to zostało na przełomie VIII i IX wieku rozbite przez cesarza Franków Karola Wielkiego. W 803 roku ziemie od Lasu Wiedeńskiego do Cisy zostały podporządkowane cesarzowi Franków. Rozległe ziemie pomiędzy Cisą, Karpatami i Dniestrem, wraz z obecnym Siedmiogrodem, w walkach z Awarami podporządkował sobie Krum. Uznaje się, że walki te trwały do około 807 roku, w tym też czasie chan Krum najprawdopodobniej przyłączył te ziemie do starego słowiańsko-bułgarskiego państwa założonego przez chana Asparucha i ogłosił się najwyższym władcą w Plisce. Stał się w ten sposób panem potężnego państwa sięgającego od Tracji do południowych Karpat i od Cisy po Dniestr leżącego pomiędzy Cesarstwem Bizantyńskim a cesarstwem Karola Wielkiego.

## Wojny z Bizancjum

### Pierwsze walki

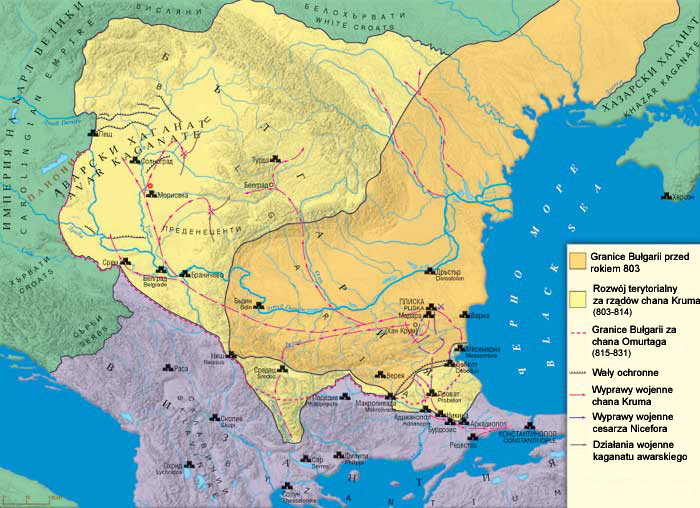
Granice Bułgarii za rządów chana Kruma

Energiczne posunięcia bułgarskiego chana wzbudziły niepokój u jego południowego sąsiada. W roku 807 cesarz Bizantyjczyków Nicefor I Genik wyruszył na wyprawę przeciwko Bułgarom. W połowie drogi – w okolicy Adrianopola – był zmuszony zawrócić, gdyż dowiedział się, że w stolicy przygotowywany jest zamach stanu. W odpowiedzi na posunięcia cesarza, chan Krum udzielił pomocy zbuntowanym Słowianom, zamieszkującym dolinę rzeki Strymon, rozbił oddział bizantyjski wysłany na odsiecz i przyłączył ich kraj do swojego państwa.
Fragment Chronografii Teofana Wyznawcy:
"W tym samym roku [809], kiedy wojska temy Strymon otrzymywały żołd, Bułgarzy zaatakowali, przejęli go [w całości] – 1100 litrów złota – i wymordowali dużo wojska wraz ze strategiem i dowódcami. Z pozostałych oddziałów też było niemało dowódców garnizonowych i wszyscy tam zginęli. Oni zrabowali cały obóz i odeszli. W tym samym roku, przed świętami Wielkiej Nocy, Krum, dowódca Bułgarów, wyruszył w kierunku Serdiki, zdobył miasto podstępem i obietnicami, wymordował sześć tysięcy rzymskich żołnierzy [...]".
W owym czasie granicy bizantyńskiej bronił łańcuch potężnych twierdz, na który składały się m.in.: Dewelt, Adrianopol, Philopopolis i Serdika (obecnie Sofia). W marcu roku 809, chan Krum pojawił się nagle u bram Serdiki. Mimo imponujących fortyfikacji i mocnego garnizonu wdarł się do środka, masakrując sześciotysięczny oddział obrońców i rzesze ludności cywilnej. Wielu bizantyjskich oficerów, w tym inżynier arabskiego pochodzenia Eumathius, przeszło na stronę bułgarską. Z rozkazu chana mury miasta zrównano z ziemią. Tryumf Kruma przyćmiła wyprawa odwetowa cesarza Nicefora, którego armia forsownym marszem przez terytorium Bułgarii dotarła do stolicy Bułgarów Pliski i podobno ją zdobyła. Fakt ten został odnotowany przez samego cesarza w jego triumfalnym liście wysłanym do Konstantynopola. Pomimo tego bizantyjski historyk i świadek owych czasów Teofan Wyznawca zaprzecza, jakoby zdobycie stolicy Bułgarów w trakcie tej wyprawy miało miejsce. W drodze powrotnej armia bizantyjska zatrzymała się w Serdice, którą cesarz nakazał żołnierzom odbudować. Twierdza została obsadzona garnizonem azjatyckim, po czym zwycięska armia cesarska powróciła do Konstantynopola.

### Decydująca kampania 811 roku
Pomimo że zakończyła się odbudową zniszczonej twierdzy, kampania z roku 809 nie wyeliminowała niebezpieczeństwa ze strony Bułgarów u północnej rubieży cesarstwa. W trakcie tej kampanii nie udało się cesarzowi doprowadzić do bezpośredniego starcia obu armii, więc potęga bułgarska pozostała nienaruszona. Odbudowa Serdiki i obsadzenie jej nowym garnizonem nie przyczyniło się do przywrócenia bizantyjskiego panowania nad miastem i doliną rzeki Strymon. Przyjmuje się, że od roku 809 ziemie te wchodzą już na stałe w skład państwa bułgarskiego. Zniszczenie miasta przez wojska Kruma pozwala domniemywać, że pierwotnie chan nie miał zamiaru przyłączać go do swojego państwa, a chciał jedynie wyeliminować jeden z mocniejszych punktów obrony bizantyjskiej granicy. Jednak, krótko po odbudowie Serdiki, chan odzyskał kontrolę nad twierdzą, a nazwę miasta kazał zmienić na Sredec. Nowa nazwa funkcjonuje aż do roku 1879, wywodzi się ze słowiańskiego odpowiednika słowa "środek" (bg.: "sreda") i świadczy o zamiarze chana przyłączenia zamieszkanych przez Słowian ziem południowego sąsiada do swojego państwa, którego środkiem geograficznym byłoby miasto Sredec.

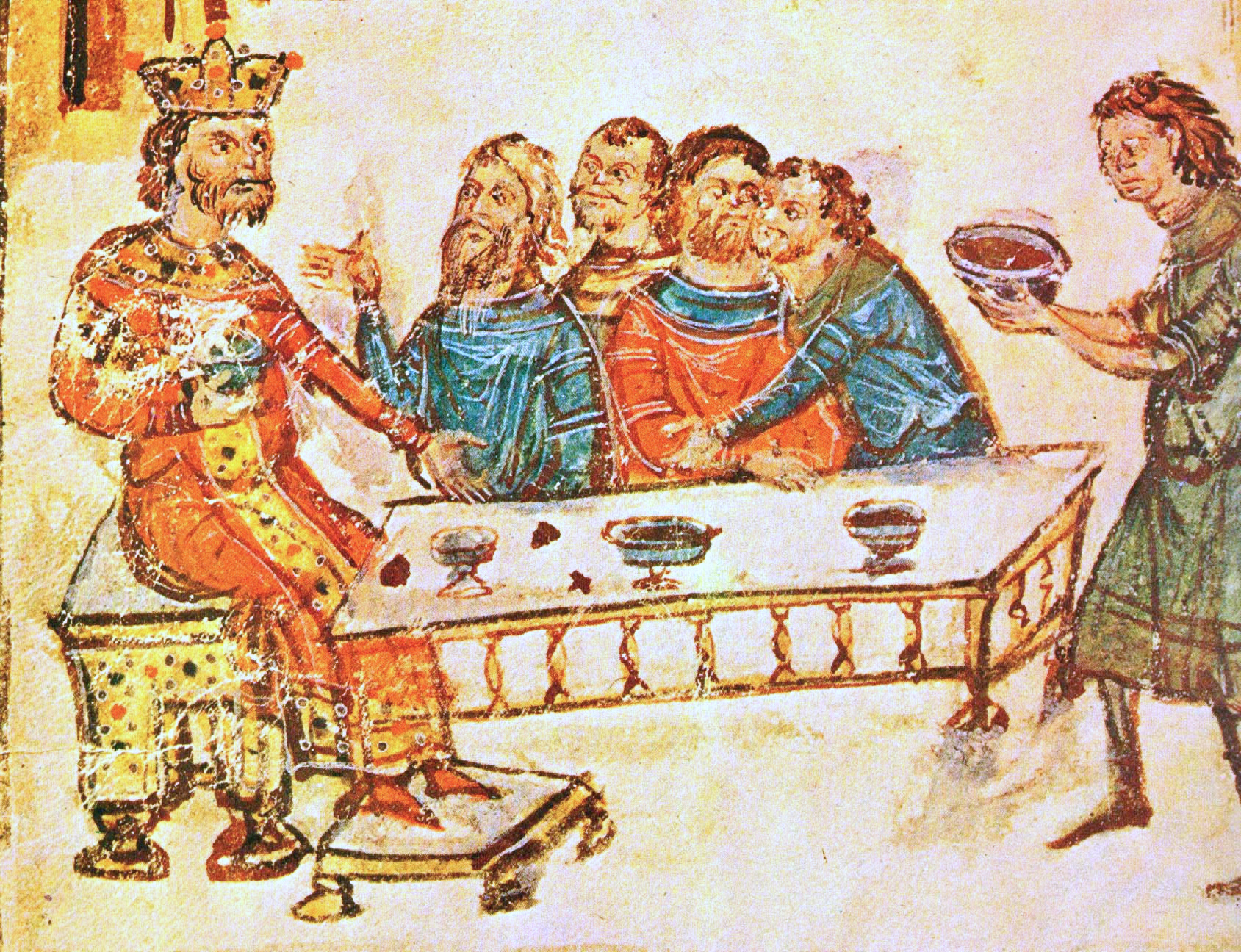
Uczta z udziałem chana Kruma z okazji zwycięstwa nad cesarzem Niceforem

Zdając sobie sprawę z tego, że warunkiem powstrzymania poszerzania się państwa chana w kierunku Macedonii oraz odzyskania kontroli nad utraconym terytorium jest likwidacja państwa bułgarskiego lub przynajmniej złamanie jego potęgi, w maju 811 roku cesarz bizantyjski Nicefor wraz ze swym synem Staurakiosem wyruszył na kolejną wyprawę. Na granicy w Markellai czekało na niego poselstwo bułgarskie, które chan Krum wysłał celem podjęcia rokowań pokojowych. Chcąc raz na zawsze położyć kres groźbie bułgarskiej Nicefor I odrzucił propozycje posłów i pospieszył w stronę Pliski. 20 lipca zajął ją i spustoszył, a skarbiec chana zrabował. W zdobytej stolicy cesarz zezwolił żołnierzom na akty szczególnego okrucieństwa: między innymi "rozkazał przyprowadzić ich [Bułgarów] małe dzieci, położyć je na ziemi i miażdżyć kamiennymi dikanjami". Podczas pobytu w stolicy chanów, cesarz ponownie odrzucił dalsze usilne prośby Kruma o pokój. Wojska cesarskie splądrowały okolice Pliski – mordowano napotkanych ludzi i bydło, palono osady i niszczono znalezione zapasy żywności. Chan wycofał się w góry. Ścigając go, Nicefor zapędził się w trudną do przebycia partię gór i znalazł się w wąskim stromo wznoszącym się wąwozie pod Wyrbicą. Bułgarzy zamknęli obydwa wyjścia wąwozu drewnianą palisadą i przygotowali zasadzkę. Zapamiętano słowa cesarza, wypowiedziane po tym, jak zorientował się, że jego wojska znalazły się w pułapce: "Nawet gdybyśmy mieli skrzydła, nikt z nas nie uniknąłby śmierci...". W stoczonej w nocy z 25 na 26 lipca 811 roku bitwie na przełęczy Wyrbica wojska cesarskie zostały kompletnie rozbite, a cesarz pojmany i ścięty u stóp chana. Ocalał jedynie śmiertelnie ranny syn Nicefora, Staurakios, który z garstką żołnierzy wydostał się z pola walki. Głowę Nicefora I wbito na pal i wystawiono na widok publiczny. Później, chan Krum kazał oprawić czaszkę cesarza w srebro i stworzyć z niej puchar, którym wznosił toasty podczas uczt w gronie swoich bojarów i słowiańskich wodzów. Ten protobułgarski zwyczaj oparty był na wierzeniu, że pijąc z czaszki pokonanego wroga, pijący przejmuje jego siłę.
Anonim, "O cesarzu Niceforze i o tym jak pozostawił swe kości w Bułgarii":
"Który, gdy to usłyszy, nie zaleje się łzami? Który-to się nie rozpłacze? Zginęli synowie dowódców, starych i młodych, całe ich mnóstwo, w kwiecie swej młodości, mający piękne ciała błyszczące swą białością, ze złotymi włosami i brodami, z pięknymi twarzami. Niektórzy z nich dopiero co połączyli się z kobietami, które słyną swą czystością i urodą. Wszyscy tam zginęli: jedni – ścięci mieczem, drudzy – utopieni w rzece, inni – zmiażdżeni palisadą, a niektórzy – spaleni w ogniu. Uratowało się niewielu, ale i ta garstka po przybyciu do swych domostw niedługo po tym zmarła. W tym samym dniu, w pierwszym starciu, zabito cesarza Nicefora i nie wiadomo w jaki sposób pozbawiono go życia. Jego syn Staurakios został śmiertelnie zraniony w kręgosłup, w wyniku czego zmarł po tym, jak dwa miesiące rządził Rzymianami. Po zakończeniu wojny, bezbożni Bułgarzy – wówczas jeszcze nienawróceni – zmuszali wielu jeńców by zrzekli się Chrystusa i przyjęli pogańskie i scytyjskie pomylenie. Natomiast oni, wsparci cierpieniem, zostali uwieńczeni wieńcem męczennika."
Ciężko rannego strzałą w szyję Staurakiosa uratowali jego żołnierze – przenieśli go w bezpieczne miejsce, a następnie przetransportowali do Adrianopola (obecnie: Edirne). Na jego życzenie, przewieziono go następnie do stolicy cesarstwa – Konstantynopola (obecnie: Stambuł), gdzie zaopiekowali się nim lekarze. Jednak rana nie poddawała się leczeniu. Korzystając z choroby cesarza po władzę sięgnął jego szwagier – kuropalates Michał. Zebrał on wokół siebie grupę ludzi zdecydowanych na zamach stanu. 2 października 811 roku Staurakios został zmuszony do abdykacji. Zmarł niedługo po tym – 11 stycznia 812 r.

### Dalsze zwycięstwa Kruma
Wiosną 812 roku chan Krum zdobył Dewelt i zwyczajem bizantyńskim przesiedlił jego mieszkańców w głąb Bułgarii. Ludność okolicznych miast masowo uciekała na ziemie położone w głębi cesarstwa. W tym samym roku, Krum wysłał do nowego cesarza Michała I Rangabe posła Dragomira (pierwsze słowiańskie imię w oficjalnych rocznikach Bułgarii), aby odnowił traktat zawarty w 716 roku pomiędzy chanem Terwełem a cesarzem Teodozjuszem III. Krum nalegał ponadto na wydanie bułgarskich dezerterów i zbiegów. Gdy otrzymał odmowną odpowiedź, chan zaatakował za pomocą maszyn oblężniczych trudną do zdobycia twierdzę Messembrię – wielki ówczesny bizantyjski port czarnomorski i ośrodek handlowy. Flocie bizantyńskiej nie udało się przyjść z odsieczą miastu, które z wielką ilością złota i srebra oraz zapasami „ognia greckiego” i 36 miotaczami tego ognia wpadło w ręce bułgarskie.

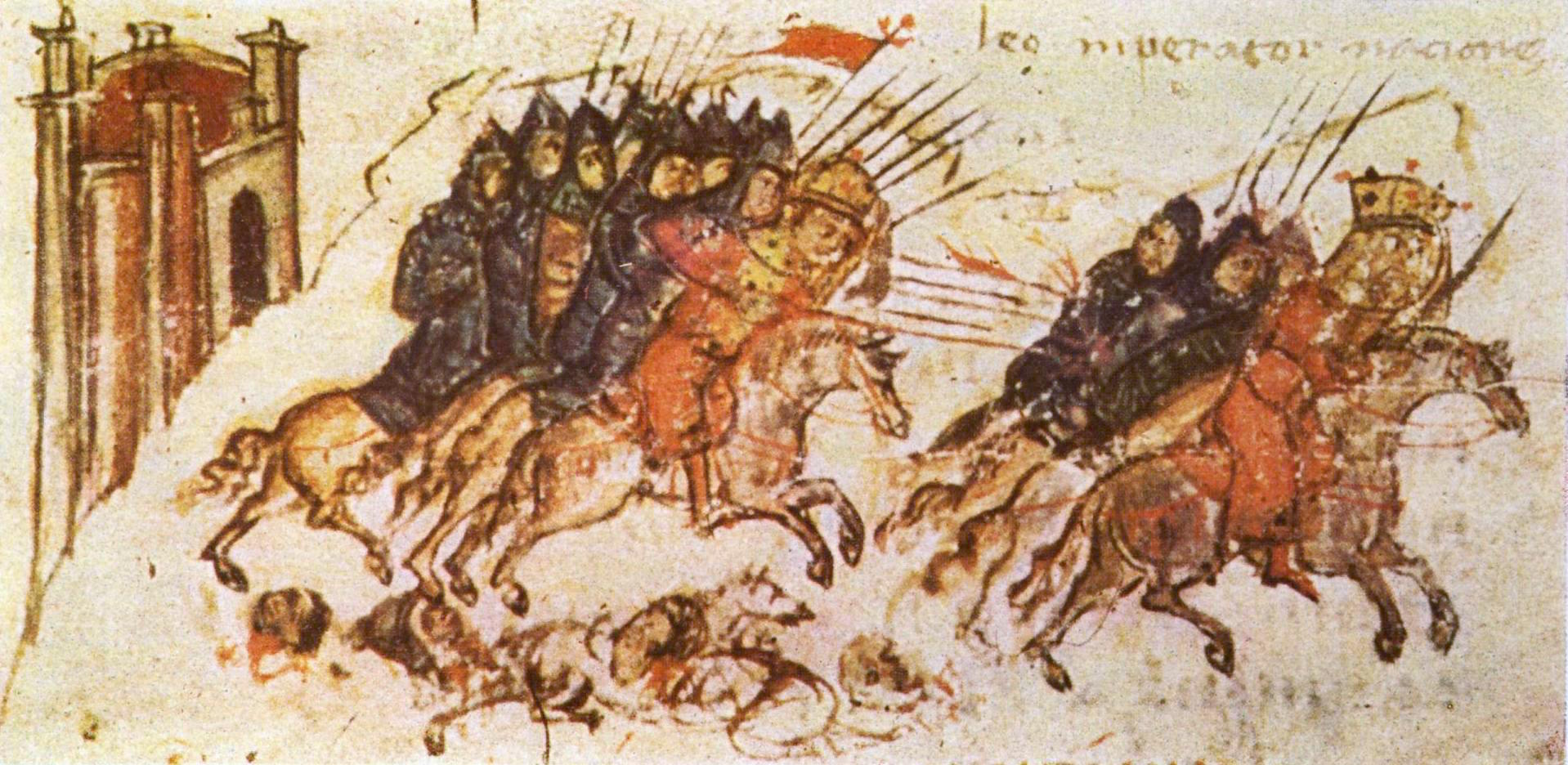
Bitwa pod Wersinike

Wiosną 813 roku cesarz Michał I wyruszył przeciw Krumowi. W odpowiedzi chan bułgarski wyprawił się na spotkanie Bizantyńczykom zajmując przy okazji duże obszary w Tracji i Macedonii. W rozstrzygającej bitwie pod Wersyniką (22 czerwca 813 roku), niedaleko Adrianopola, wojska cesarza poniosły klęskę. Chcąc uchronić się przed gniewem swoich poddanych, Michał I zrzekł się korony na rzecz Leona V Armeńczyka i został mnichem.
Depcząc po piętach wycofujących się Bizantyjczyków, 17 lipca 813 roku wojska chana Kruma stanęły pod Konstantynopolem. Tu, pod murami miasta, władca Bułgarów zaproponował zawieszenie broni, żądając by pozwolono mu wbić włócznię w Złotą Bramę na znak jego najwyższej władzy. Po otrzymaniu odmowy, na rozkaz chana, jego żołnierze przez kilka dni grabili, palili i niszczyli okolice Konstantynopola na oczach jego mieszkańców. Potem chan znowu zwrócił się do cesarza z propozycją zawieszenia broni i pokoju.
Cesarz Leon V zorganizował spotkanie nad brzegiem Złotego Rogu jednocześnie przygotowując zasadzkę. Obydwaj monarchowie mieli spotkać się w obecności kilku nieuzbrojonych towarzyszy. Chan Krum przybył na spotkanie w towarzystwie swojego skarbnika, szwagra Konstantyna Pacika i siostrzeńca – syna Konstantyna Pacika. W trakcie rokowań jeden z towarzyszy cesarza zakrył twarz rękami. Nie uszło to uwadze chana – zaniepokoiło go to oraz obraziło. Dosiadł swego konia i w tej chwili z pobliskiej chaty wyskoczyło trzech uzbrojonych żołnierzy cesarskich, którzy zaatakowali Bułgarów. Towarzysze chana swymi ciałami zasłonili swego władcę – tym samym uratowali go, lecz sami zostali pozbawieni życia. Chanowi udało się wymknąć spod oszczepów przeciwnika, poprzysiągł jednak Bizantyjczykom zemstę. W płomieniach stanęły przedmieścia stolicy cesarstwa i okoliczne wsie, niezliczone klasztory, świątynie i wspaniałe wille, nawet pałac cesarski Świętego Manasa. Wykwintne kapitele i rzeźby załadowano na wozy i wywieziono do Bułgarii. Miały w przyszłości ozdobić odbudowany pałac w Plisce. W drodze powrotnej chan Krum zdobył Adrianopol, a jego ludność przesiedlił na ziemie bułgarskie. Wśród przesiedlonych znalazła się armeńska rodzina z małym chłopcem, który w przyszłości miał zostać cesarzem bizantyńskim jako Bazyli I.

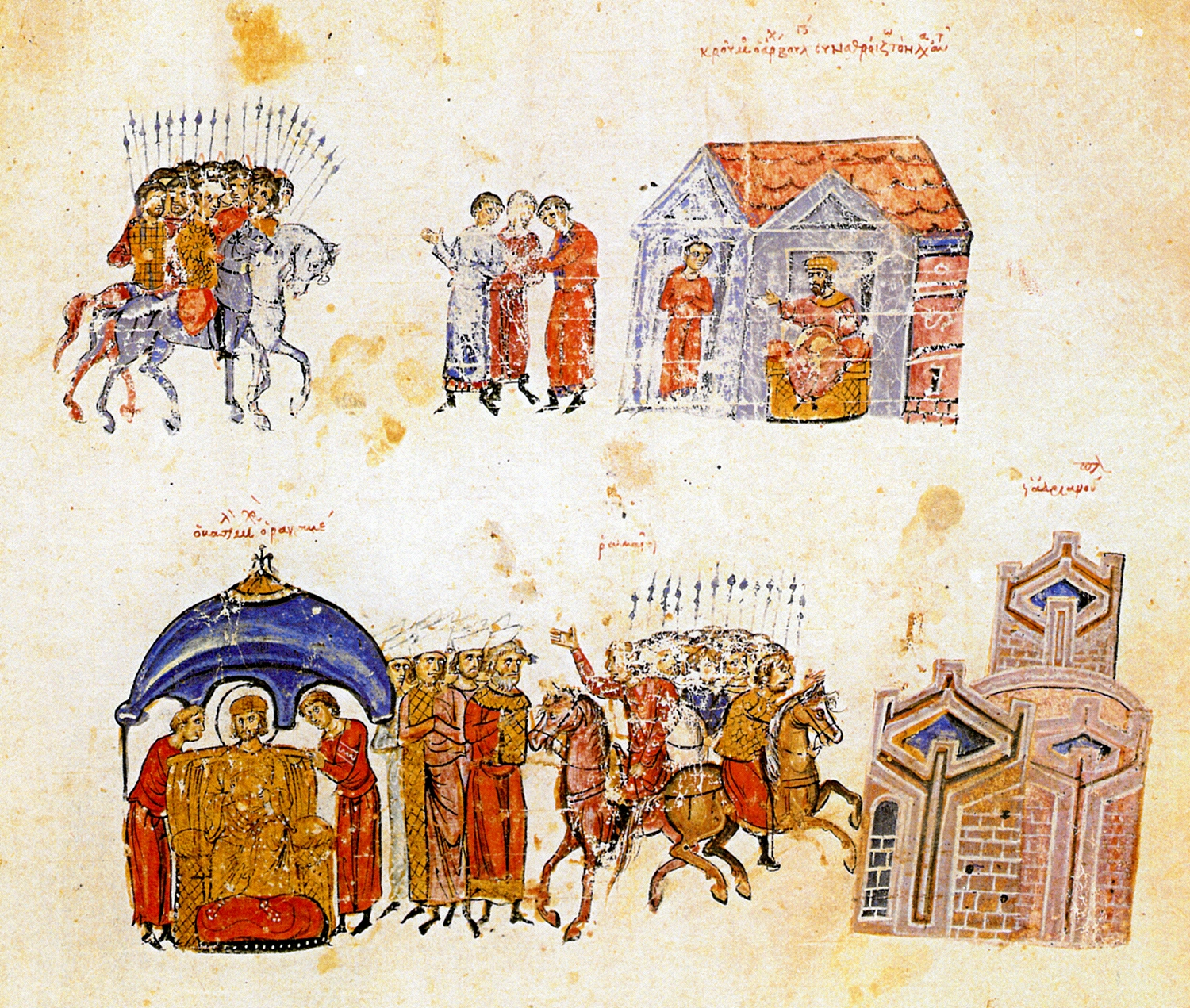
Ilustracja kroniki Jana Skylitzes przedstawiająca chana Kruma i cesarza Michała I zwołujących swoje wojska.

Po powrocie, chan rozpoczął przygotowania do nowego najazdu celem oblężenia i ostatecznego zdobycia Konstantynopola. Zimą 813 roku nowa 30-tys. armia bułgarska została wysłana na południe celem nękania przeciwnika. Do Bułgarii chan ściągał oddziały awarskie z Panonii, budowano machiny oblężnicze, olbrzymie katapulty, tarany i drabiny. Tymczasem, w trakcie przygotowań do wielkiej kampanii letniej, w Wielki Czwartek, 13 kwietnia 814 roku, ku wielkiej radości ogarniętych niepokojem Bizantyjczyków, chan Krum niespodziewanie zmarł. Prawdziwa przyczyna jego śmierci jest po dziś dzień nieznana. Bizantyjscy kronikarze pisali, że Kruma dosięgła "ręka Boska z powodu wielu grzechów czynionych przeciwko Rzymianom". Według jednej z hipotez – miał zawał serca. Według innej – został zamordowany przez własnych bojarów.
Anonimowa chronografia bizantyjska:
"Potem powiadomiono cesarza, że Krum przygotowuje wyprawę, że zwołał dużo wojska składającego się z Awarów i Słowian. Poza tym on przygotował wszystkie części i urządzenia różnych maszyn oblężniczych, [...], żeby móc sforsować miasto od strony muru zachodniego. On chciał ustawić te wszystkie urządzenia tam, gdzie przeciwko niemu zostały wystrzelone strzały. On przyszykował dziesięć tysięcy bawołów, by mu przenieśli wszystkie wspomniane maszyny załadowane na wozach w ilości pięciu tysięcy sztuk, które nakazał skonstruować. Gdy to usłyszał, Leon wysłał szpiegów i gdy się upewnił [o zamiarach Kruma] zwołał dużo wojska i inżynierów i rozpoczął budowę drugiego muru i szerokiej fosy, na zewnątrz, poza istniejącym murem. On rozpoczął tę budowę, ale jej nie ukończył – by Bóg mógł uświadomić wszystkim, wbrew ludzkim życzeniom, wbrew woli narodów i nakazów rządzących, że ludzie niczego nie dokonają wyłącznie własnymi siłami i możliwościami. Zanim rozpoczęła się wiosna – jak powiadają zbiegli z Bułgarii jeńcy – w Wielki Czwartek przed Wielkanocą władca Bułgarii, słynny Krum, który miał zamiar zdobyć stolicę, zakończył swój żywot, zarżnięty niewidzialną ręką, a przez jego usta, nos i uszy tryskała krew. W ten sposób, w trakcie czynienia zła, zakończył on swój żywot. Natomiast Leon, dumny tak, jakby sam on, a nie Bóg, pokonał wroga, wysłał zawiadomienie do wszystkich miast i rejonów: "Wyszedłem Bułgarom na spotkanie niedaleko miasta i dzięki mojej ostrożności, śmiałości i sprytowi wypędziłem ich wszystkich, a ich władcę trafiłem strzałą. I w ten sposób zginął on, nasz wróg.".

## Charakterystyka polityki zewnętrznej

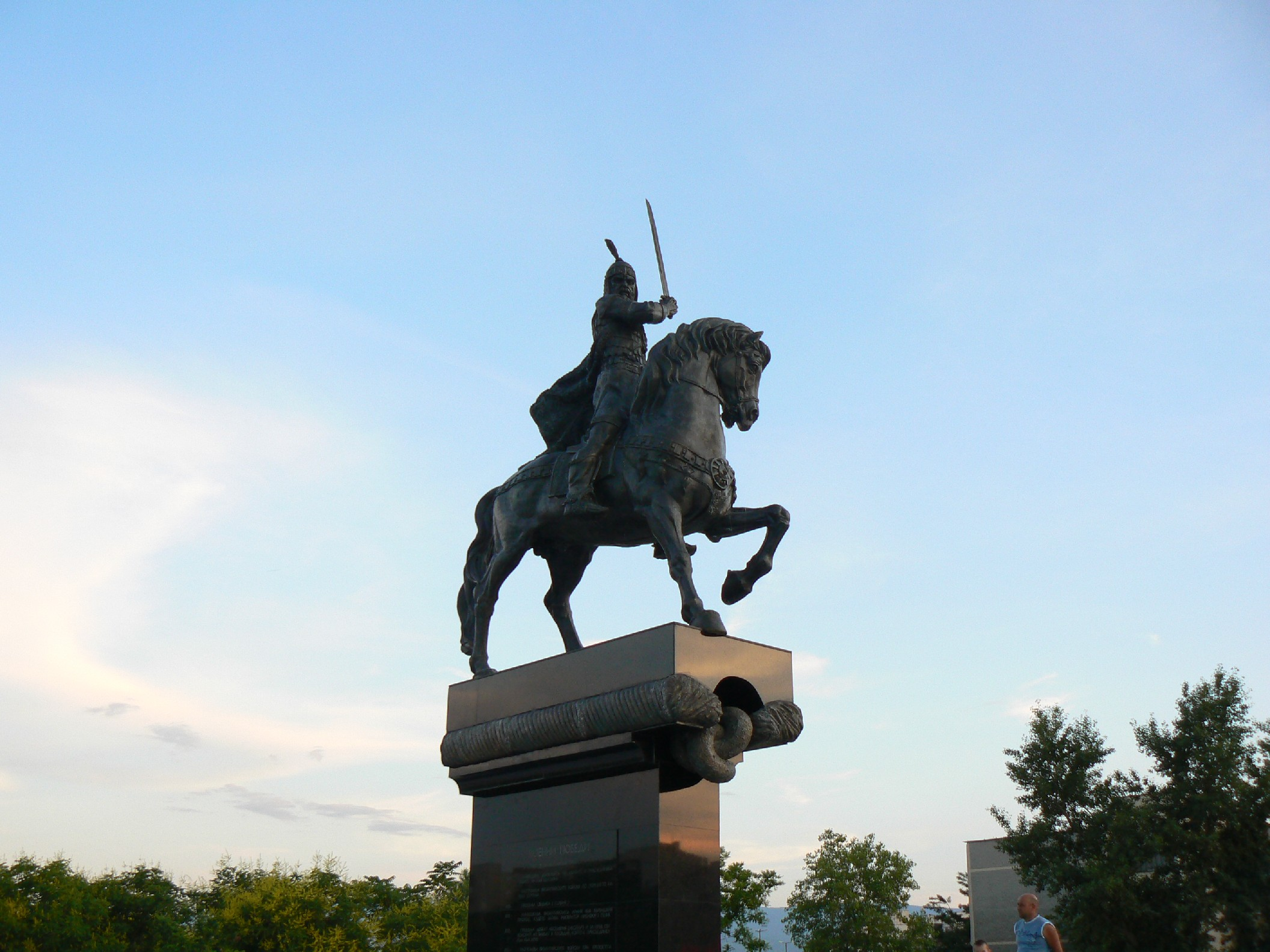
Pomnik chana Kruma w Filipopolu (obecnie: Płowdiw)

Krótkie panowanie chana Kruma jest jednym z błyskotliwszych okresów historii bułgarskiej. Półwiecze poprzedzające jego panowanie to czas nieustannej wojny domowej, przegrane bitwy z Bizancjum, które niejednokrotnie było stroną w wewnętrznych sprawach państwa bułgarskiego. Wydawało się, że słowiańsko-bułgarskie państwo założone przez chana Asparucha ulegnie cesarstwu i zniknie z kart dziejów. Za sprawą polityki chana Kruma potęga Bułgarii została odbudowana, a jego państwo zostało liczącym się mocarstwem. Terytorium Bułgarii powiększyło się na przestrzeni dziesięciu lat kilkakrotnie, i tym razem to Bizancjum trzęsło się w posadach. Pomiędzy Cesarstwem zachodniorzymskim Karola Wielkiego, a cesarstwem wschodniorzymskim Bizantyjczyków, Bułgaria była w owym czasie trzecim potężnym tworem politycznym Europy.
Politykę zewnętrzną chana Kruma cechowała zarówno stanowczość i konsekwencja, jak rozwaga. Podstawowym celem tej polityki było zjednoczenie Protobułgarów panońskich i dunajskich oraz przyłączenie do bułgarskiego państwa pozostałych zamieszkanych przez Słowian ziem Półwyspu Bałkańskiego. Chan bardzo uważnie śledził wszelkie zdarzenia, które miały miejsce w rejonach z przeważającą ludnością słowiańską, z zamiarem wykorzystania powstałych dogodności, które mogłyby mu umożliwić osiągnięcie wytyczonego celu. Póki Bułgaria poszerzała się w kierunku północnym, cesarstwo wschodniorzymskie zachowywało się pasywnie. Natomiast gdy chan Krum skierował swój wzrok ku Macedonii, pomimo czysto teoretycznej kontroli cesarstwa nad tą krainą, reakcja Bizantyjczyków była natychmiastowa.
Chan Krum zdawał sobie sprawę, że przejął władzę w państwie po długim okresie niepokojów i destabilizacji. By móc odbudować ład wewnętrzny, Bułgaria potrzebowała okresu pokoju. Tym należy tłumaczyć wielokrotne propozycje pokojowe chana, pomimo pomyślnego toku prowadzonych przeciwko cesarstwu kampanii. Odmowne odpowiedzi cesarzy sprowokowały próby osłabienia przeciwnika. Stąd wielokrotne niszczycielskie najazdy w Tracji oraz zorganizowane przesiedlenia jej mieszkańców w głąb Bułgarii. Pomimo że dotkliwe, ciosy te nie były w stanie zmienić polityki cesarstwa. Chan Krum pojął, że za murami swej stolicy Bizantyjczycy mogli doczekać się lepszych czasów i wtedy znów zagroziliby istnieniu jego państwa. Droga polityczna rozpoczęta w dolinie rzeki Strymon prowadziła więc przez Konstantynopol.

## Polityka wewnętrzna
W okresie panowania Kruma, mimo że napływ elementu bułgarskiego z państwa Awarów wzmocnił liczebność Protobułgarów, wskutek podbojów na południu nastąpił dalszy postęp slawizacji państwa bułgarskiego. Po raz pierwszy słychać wówczas o pośle bułgarskim, który nosił słowiańskie imię. W armii bułgarskiej wielką rolę odgrywali wodzowie słowiańskich plemion uznający zwierzchność chana, częściowo pochodzący z bizantyńskich "Sklawinian". Sklawinowie mieli traktować państwo bułgarskie jako swoje. Między innymi w tym celu stanowiska administracji były obsadzane w równym stopniu przez Protobułgarów, jak i przez Sklawinian. Uczty chana przy udziale bojarów i słowiańskich kniaziów świadczą o dopuszczaniu tych drugich do intymnych sfer władcy. Wydaje się zresztą, że Krum świadomie wspierał się na elemencie słowiańskim w walce z protobułgarską opozycją bojarską.

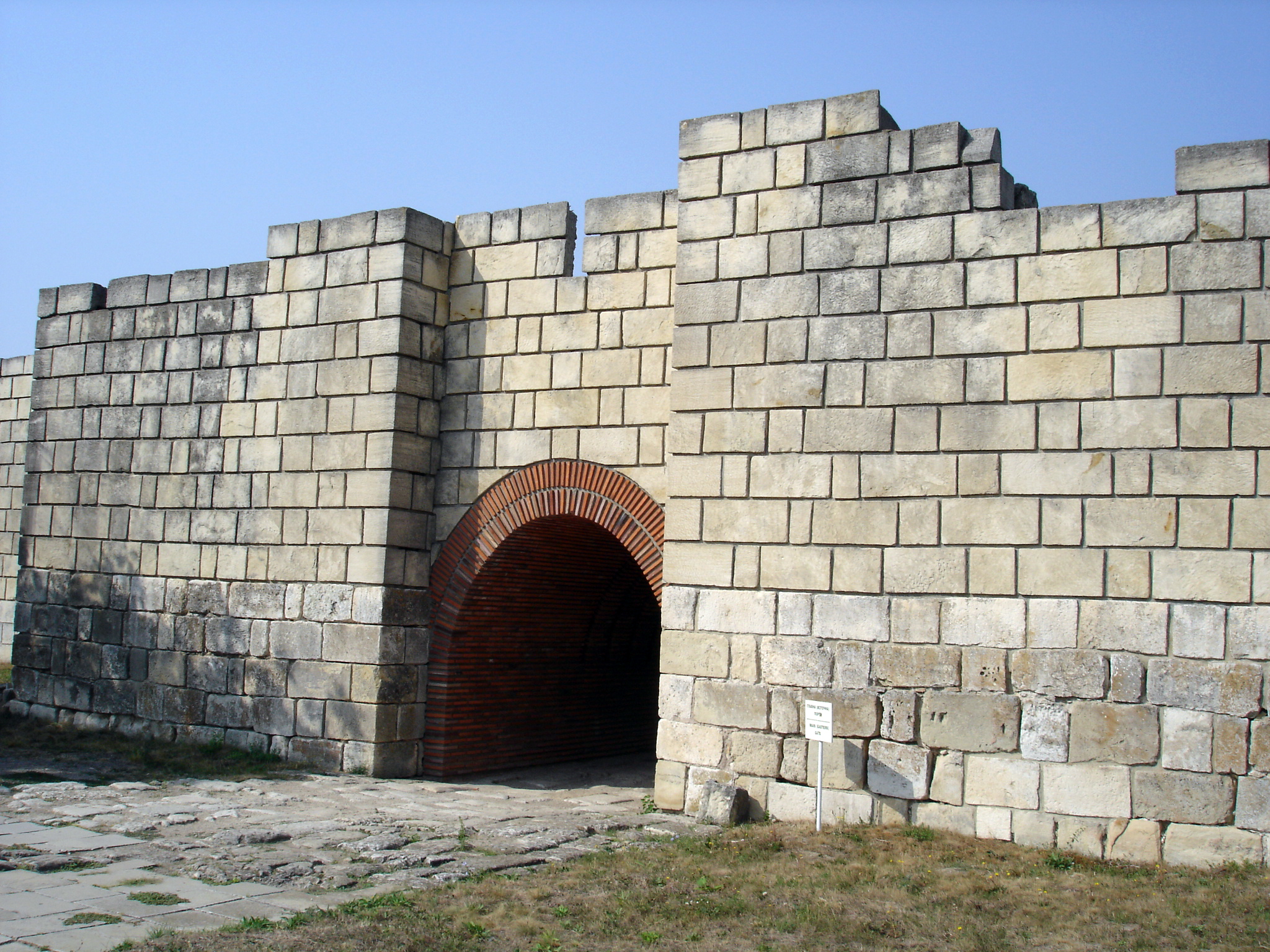
Zrekonstruowane fragmenty murów obronnych Pliski – stolicy chanów

Podczas rządów chana Kruma zostało po raz pierwszy spisane powszechnie obowiązujące i dość surowe prawo – Zakon Kruma. Według bizantyjskiej Księgi Suda, ustanowienie prawa zostało zainspirowane dążeniem Kruma do uniknięcia losu kaganatu Awarów. Nowe prawo wprowadzało w miejsce zemsty rodowej instytucje szkody i odszkodowania, chroniło własność prywatną, traktowało jednakowo każdego obywatela państwa – bez względu na to czy był on Protobułgarem, czy Słowianinem, biednym czy bogatym. Surowo karano złodziei, krzywoprzysięzców i pijaków. Ustanowienie prawa przez chana jest całkowicie w zgodzie z podstawowym celem jego polityki – regulując stosunki w społeczeństwie w dużym stopniu ułatwiało współżycie obu grup etnicznych oraz ich wzajemną asymilację.
Fragment Księgi Suda:
Ci sami Bułgarzy pokonali Awarów. Krum zadał pytanie jeńcom: jaka była przyczyna śmierci waszego wodza i klęski waszego ludu? A oni mu odpowiedzieli: ponieważ wiele było wzajemnych pomówień, które zniszczyły śmielszych i mądrzejszych; i jeszcze – ponieważ gwałciciele i złodzieje pobratali się z sędziami; i z powodu pijaństwa – było coraz więcej wina, co zwiększało ilość pijaków; poza tym – z powodu korupcji oraz uprawiania handlu; wszystko to było przyczyną naszej klęski. A on, gdy usłyszał ich słowa zebrał wszystkich Bułgarów i im rozkazał ustanawiając poniższe prawo: jeżeli ktoś oskarży kogoś, to nie dawać wiary oskarżeniom, dopóki nie zostanie on związany i przesłuchany. I jeżeli się okaże, że on pomawia i kłamie niech zostanie zabity. Zabronione jest dawanie jedzenia temu, który kradnie. I jeżeli ktoś ośmieli się to uczynić, zostaną mu odebrane nieruchomości. Ponadto nakazał połamać nogi złodziejom oraz wykorzenić winorośla. Każdemu, kto żebrze, nie dawać po trochu, lecz wystarczająco, aby po raz drugi nie znalazł się w potrzebie. I jeśli ktoś tak nie postąpi, zostaną mu odebrane nieruchomości. Tak jak zostało to już powiedziane, Bułgarzy pokonali Awarów.
Gdy obejmował tron, Krum stanął na czele państwa sfederowanego – pomimo wspólnego organizmu państwowego, Protobułgarzy i plemiona Sklawinian zachowały swą odrębność terytorialną i polityczną, związek pomiędzy prowincją a stolicą był słaby. Przyczyniło się to do destabilizacji państwa w okresie poprzedzającym rządy Kruma. Krum spostrzegł konieczność likwidacji samorządu plemiennego oraz centralizacji władzy. Stopniowo odbierał władzę lokalnym wodzom plemiennym, podzielił swe państwo na regiony, a zarządców wyznaczał sam. Nowa administracja została wprowadzona po raz pierwszy w nowo nabytych terytoriach na południe od Starej Płaniny, pomiędzy Deweltem a Serdiką. Zamiast podporządkować te ziemie istniejącym lokalnym słowiańskim kniaziom, przeszły one pod administrację kauchana i iczirgu-boiła, wspomaganych przez strategów.

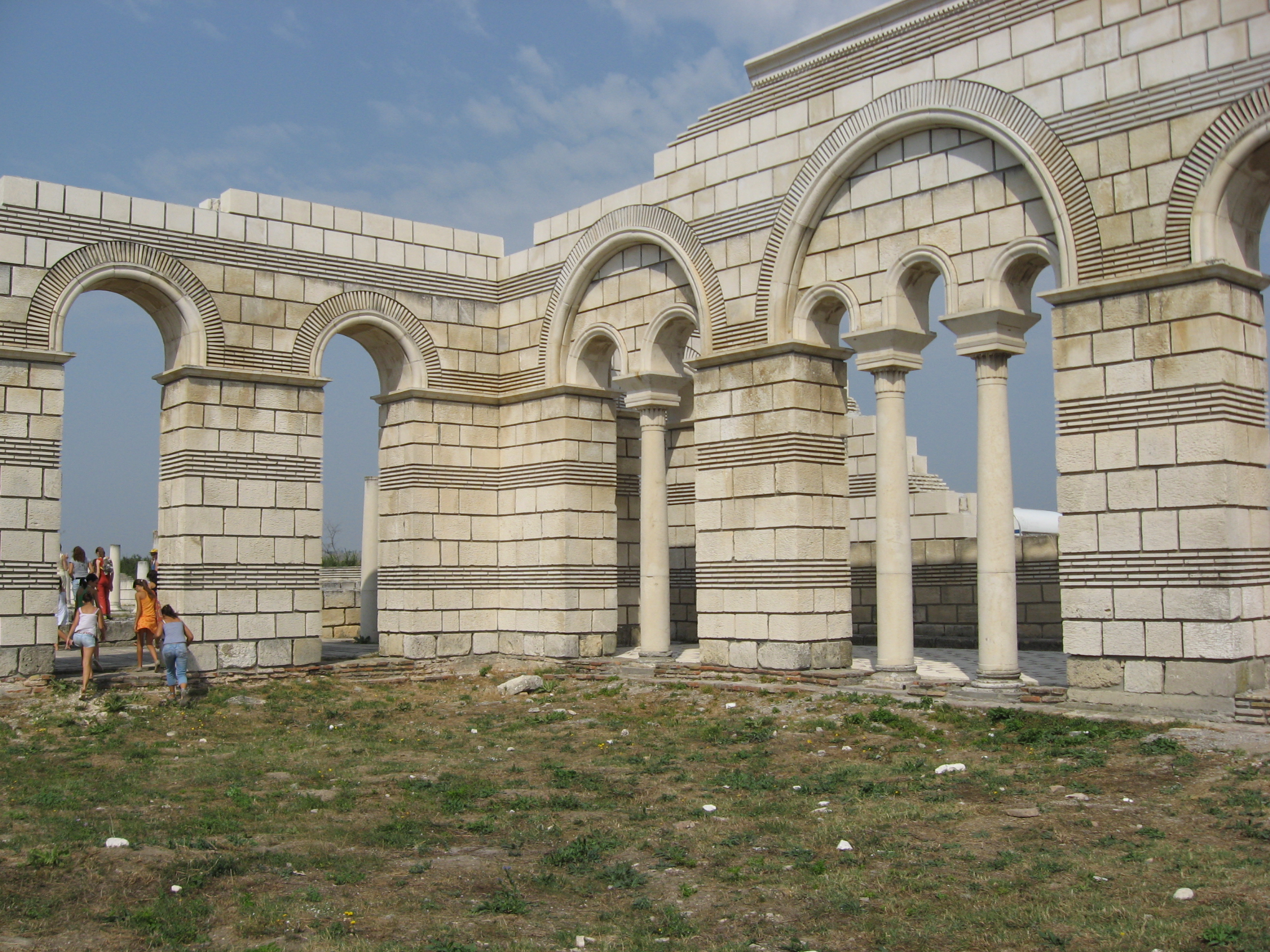
Zrekonstruowane fragmenty bazyliki w Plisce – stolicy chanów

W stosunku do podbitych ziem chan stosował bizantyńską politykę przesiedleń. Mieszkańcy zdobytych miast byli osadzani w różnych zakątkach państwa bułgarskiego. Te posunięcia oraz równe i surowe stosowanie prawa przyczyniły się do trwałego zabezpieczenia nowo nabytych obszarów oraz stworzyły podstawy do ujednolicenia i zrównania ówczesnych mieszkańców Bułgarii pod względem etnicznym i kulturowym. Liczne wyprawy wojenne przyczyniły się do pomnożenia bogactw chana i szlachty. Stały się czynnikiem rozwoju materialnego i cywilizacyjnego, ale też rozsadnikiem nowych idei, które w najbliższych latach miały doprowadzić do głębokiego kryzysu religijnego w państwie bułgarskim, bowiem jeńcy greccy – oprócz wiedzy i kultury – przynosili do Bułgarii również szybko rozprzestrzeniającą się wiarę chrześcijańską.
Chan zadbał o odbudowę zniszczonej przez cesarza Nicefora I stolicy. Spożytkowano przy tym zdobyte na przedmieściach Konstantynopola kolumny, marmurowe rzeźby i statuy. W centrum miasta wzniósł kolumnadę upamiętniającą jego zwycięstwa i zdobycze.
Podczas swego krótkiego i burzliwego panowania, chan Krum przywrócił potęgę państwa bułgarskiego, zmienił administrację i scentralizował władzę w państwie, wprowadził wszech obowiązujące prawo, wyznaczył podstawowe cele polityki zewnętrznej, powiększył terytorium Bułgarii i uczynił z niej siłę polityczną, z którą jej potężni sąsiedzi – Bizantyńczycy i Frankowie – musieli się liczyć.